# سبورتينغ السكة الحديدية سوق أهراس
سبورتينغ السكة الحديدية سوق أهراس هو نادي كرة قدم جزائري تأسس في 1921 في مدينة سوق أهراس، لعب في رابطة قسنطينة لكرة القدم فترة الاحتلال الفرنسي للجزائر.

## شعار وألوان النادي
شعار النادي كان عبارة عن صورة قطار باللون الابيض والأسود.